# Coupe d'Afrique des nations de football des moins de 23 ans
Ne doit pas être confondu avec Championnat d'Afrique des nations.
La Coupe d'Afrique des nations U-23 Total (appelée Championnat d'Afrique des nations des moins de 23 ans jusqu'en 2015) est un tournoi de football organisé par la Confédération africaine de football (CAF) et créé en 2011. La compétition qui se déroule tous les quatre ans est qualificative pour les Jeux olympiques.

## Histoire

### Sponsor officiel
En juillet 2016, Total a annoncé avoir passé un accord de parrainage avec la Confédération Africaine de Football. Total est désormais le « sponsor titre » des compétitions organisées par la CAF. L’accord vaut pour les huit prochaines années et concernera les dix principales compétitions organisées par la CAF, dont la Coupe d'Afrique des Nations U-23, qui est désormais baptisée « Coupe d'Afrique des Nations U-23 TotalEnergies ».

## Palmarès
| N°  | Édition | Pays hôte | Vainqueur | Finaliste     | Troisième place | Quatrième |
| --- | ------- | --------- | --------- | ------------- | --------------- | --------- |
| 1re | 2011    | Maroc     | Gabon     | Maroc         | Égypte          | Sénégal   |
| 2e  | 2015    | Sénégal   | Nigeria   | Algérie       | Afrique du Sud  | Sénégal   |
| 3e  | 2019    | Égypte    | Égypte    | Côte d'Ivoire | Afrique du Sud  | Ghana     |
| 4e  | 2023    | Maroc     | Maroc     | Égypte        | Mali            | Guinée    |